# Национальный институт истории искусств
Национальный институт истории искусств (фр. L’Institut national d'histoire de l'art, INHA — французское высшее учебное и исследовательское учреждение, созданное и управляемое Указом № 2001—621 от 12 июля 2001 года.
Миссия института заключается в «развитии научной деятельности и содействии международному научному сотрудничеству в области истории искусства и наследия» путём проведения «исследовательской, учебной деятельности и деятельности по распространению знаний».
Институт расположен в Париже, в Галерее Кольбер, где также располагается Департамент исследований. Его местонахождение относится к так называемому «четырёхугольнику Ришельё» (le quadrilatère Richelieu), вокруг «зала Лабруста», в котором находится отделение Национальной библиотеки Франции, получившее в 2003 году коллекции искусства и документации Археологической библиотеки, созданной в 1897 году и первоначально подаренной в 1917 году Жаком Дусе Парижскому университету.
Научно-исследовательская деятельность института разделена на восемь основных направлений, охватывающих все области и периоды истории искусства, музеологии, истории коллекций, видов, жанров и техник художественного творчества, а также арт-рынка. Институт приглашает исследователей, кураторов, преподавателей, резидентов и докторантов на временной и постоянной основе с целью финансирования их работы.

## История создания
INHA заполняет определённый пробел в мире французских исследований искусства, поскольку университетских отделений и кафедр в этой области было относительно мало, а исследователи были рассредоточены по разным организациям. Чтобы исправить эту ситуацию, в 1973 году Жак Тюилье предложил президенту Жоржу Помпиду создать институт нового типа. Однако это предложение было реализовано не сразу. Только в 1983 году премьер-министр Пьер Моруа поручил историку искусства Андре Шастелю сформулировать предложения в этом направлении. Его отчёт был опубликован в том же году. В 1986 году под председательством историка искусства Антуана Шнаппера была создана ассоциация, уже носившая название Национального института истории искусств. В кулуарах международного конгресса по истории искусства, проходившего в Страсбурге, Жак Ланг объявил о создании Международного института истории искусств в Париже.